# دانييل أرواخو
دانييل أرواخو (بالإسبانية: Heriberto Araújo) هو كاتب وصحفي إسباني، ولد في 1983 في برشلونة في إسبانيا.